# Ñame

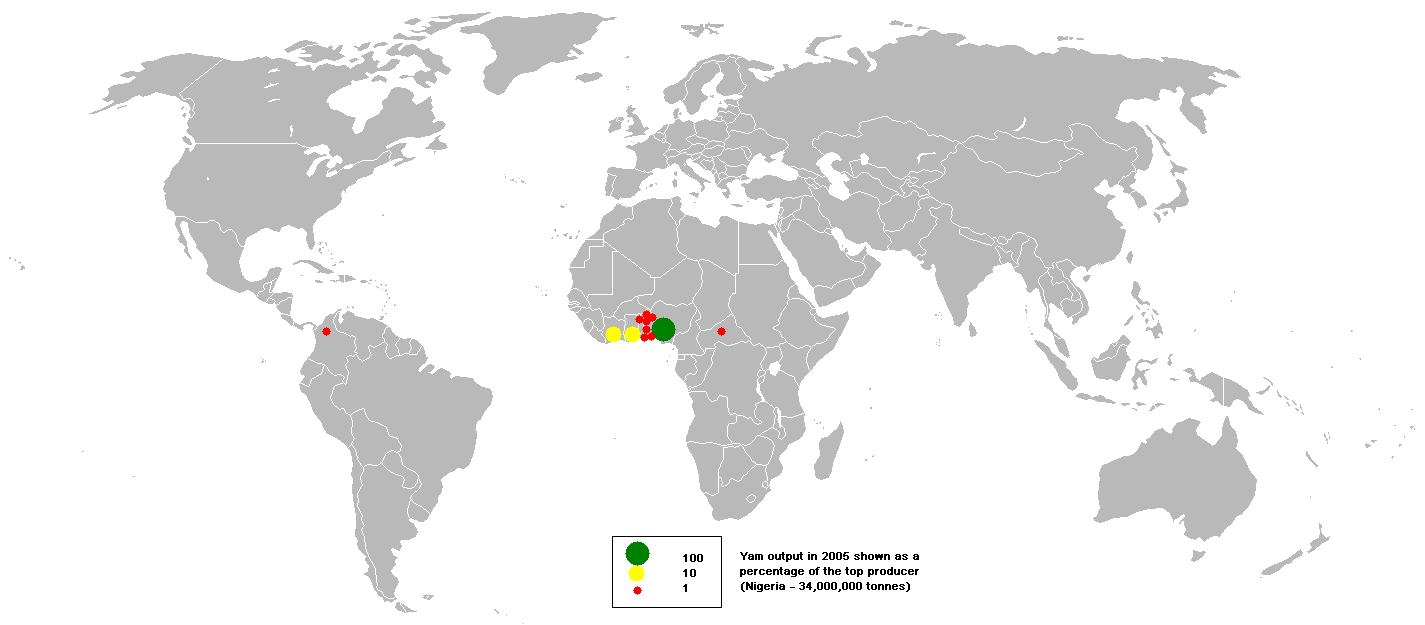
Producción mundial de ñame en 2005

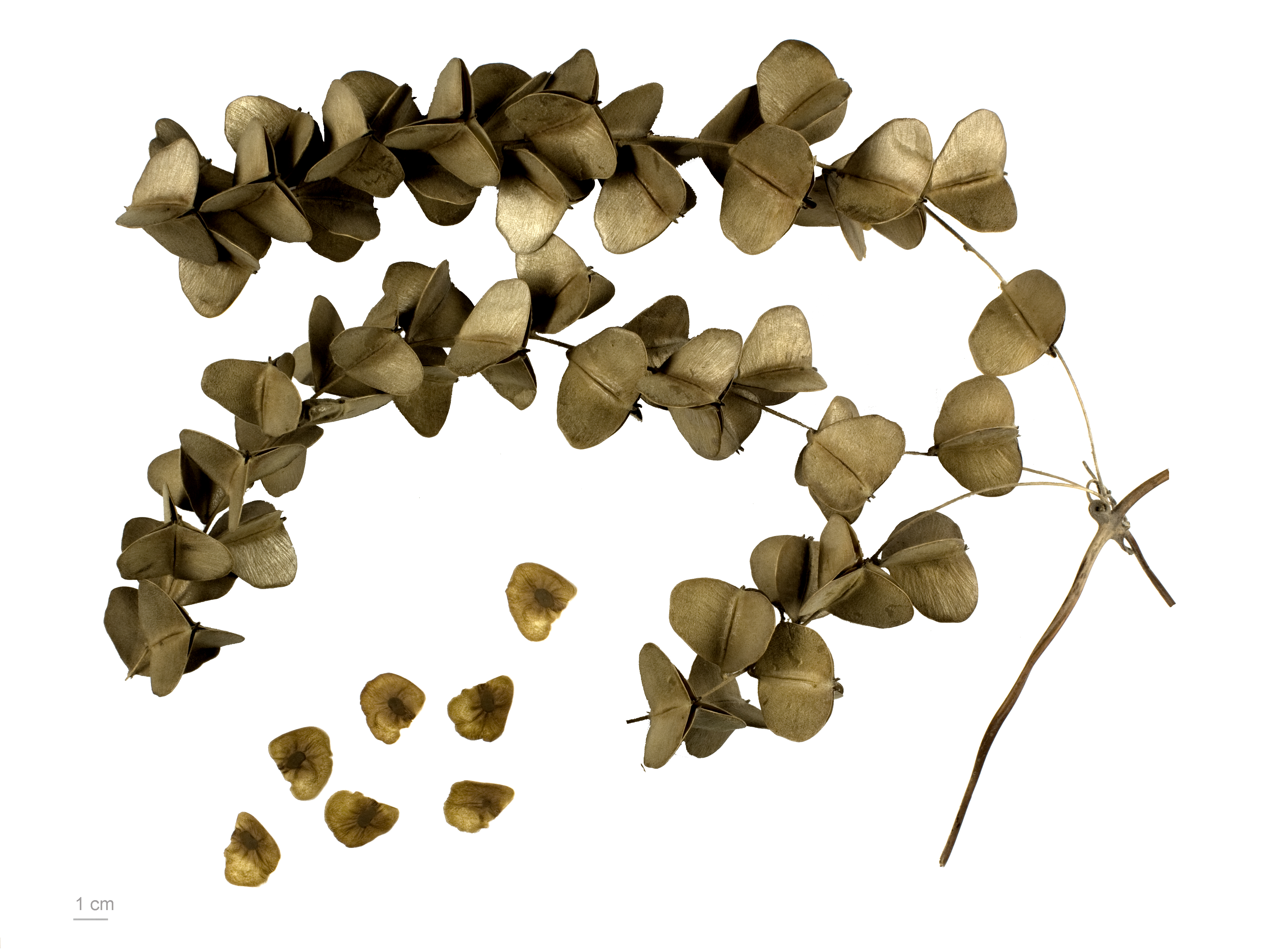
Dioscorea sp.

El término ñame (del fulani, nyamir, comer), yam, ame,yame, yami, ñamera, o ñangate, es el nombre dado a un grupo de plantas con tubérculos comestibles del género Dioscorea, principalmente Dioscorea alata y Dioscorea esculenta. En algunos lugares, también se llama ñame a los tubérculos comestibles de las especies de los géneros Alocasia, Colocasia o Xanthosoma.
La principal producción de ñame se localiza en África del Oeste. Los tubérculos de algunas variedades se pueden almacenar durante más de seis meses sin refrigeración, lo que les hace muy valiosos para la población local.
El tubérculo puede alcanzar 1,5 metros y pesar hasta 70 kilogramos con un diámetro de casi 15 centímetros. Su piel es áspera y de color marrón a gris rosado, difícil de pelar, aunque la cocción facilita esta etapa. El interior es de color blanco y rico en almidón.
El nombre "ñame" se utiliza también, sobre todo en las islas Canarias (España) para Colocasia esculenta, conocida en otros lugares como "taro" o "aro". Finalmente, ocasionalmente también se denomina de este modo a Oxalis tuberosa, más conocida como "oca", "papa oca" o "ibia".
- En español de España, Europa y Norte de África se suele llamar:
  - Ipomoea batatas Boniato: al de color naranja más dulce.
  - Ipomoea batatas Batata: al de color morado o púrpura.
  - Colocasia esculenta Ñame: El ñame es una planta herbácea y comestible que conforma el género Dioscorea, de la familia de las Discoreáceas (Dioscoreaceae), originaria y común de las regiones tropicales y subtropicales de todo el mundo. El género Dioscorea es muy amplio, las especies que más sobresalen son Dioscorea alata (ñame grande o ñame de agua) originaria de Asia Meridional, Dioscorea cayenensis (ñame amarillo) y Dioscorea rotundata (ñame blanco) en África Occidental y Dioscorea trífida (mapuey) originaria de América Tropical. El ñame pertenece a la clase de plantas que al crecer almacenan material comestible en la raíz, corma o tubérculo subterráneo, esta clase es bien como conocida como raíces y tubérculos

## Producción mundial
| País                     | Producción (toneladas) |
| ------------------------ | ---------------------- |
| Nigeria                  | 47.532.615             |
| Ghana                    | 7.858.209              |
| Costa de Marfil          | 7.252.570              |
| Benín                    | 2.944.944              |
| Togo                     | 858.783                |
| Camerún                  | 674.776                |
| República Centroafricana | 513.489                |
| Chad                     | 484.700                |
| Haití                    | 423.545                |
| Colombia                 | 419.267                |

La región en las Américas donde se cultiva masivamente este producto es en los Montes de María en Colombia.

## Principales especies cultivadas

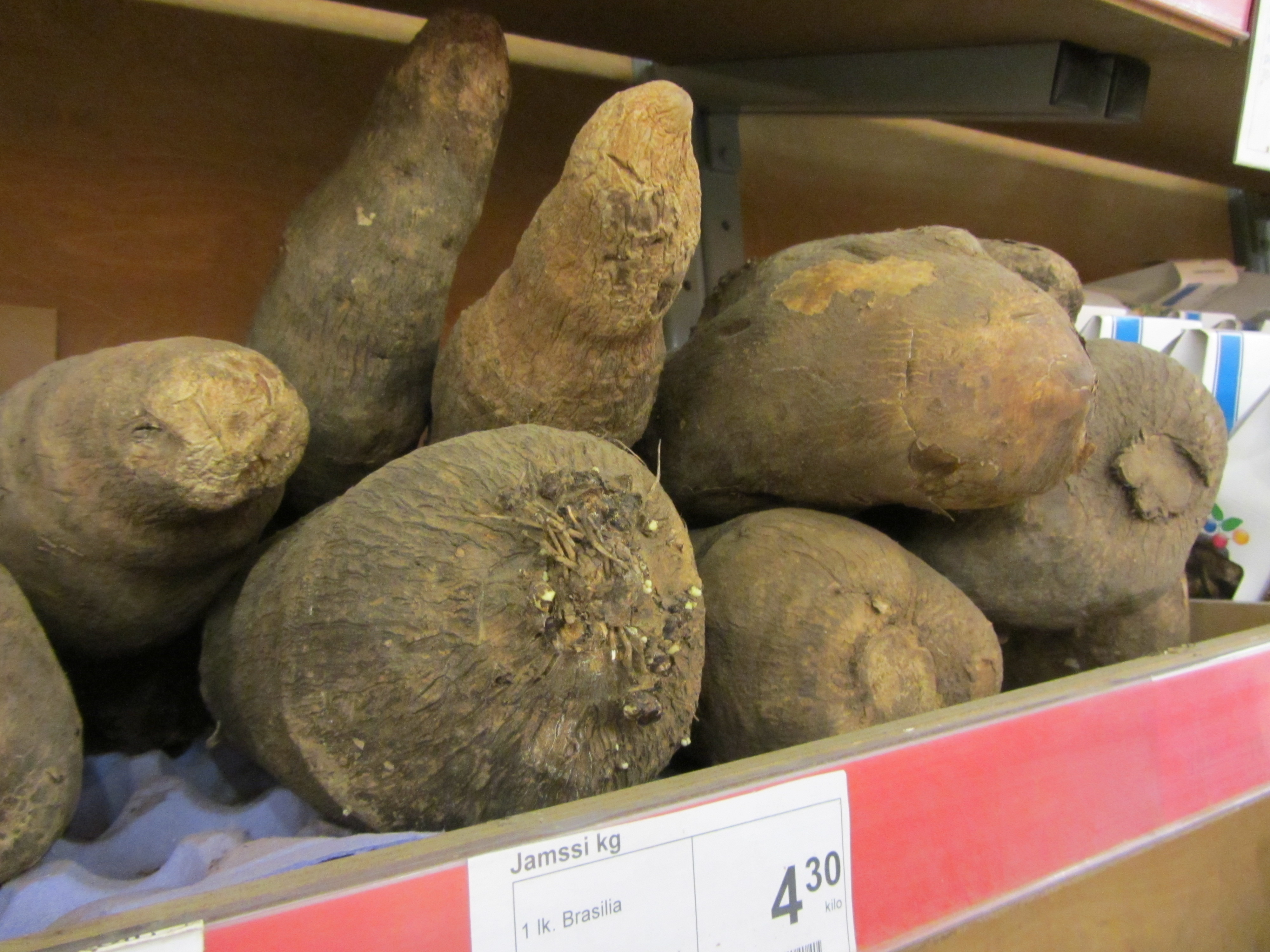
Ñame de Brasil, a la venta en Finlandia.

Existen cientos de cultivares de ñame a través de las regiones tropicales. Son en general selecciones y ocasionalmente híbridos de las especies siguientes.

### Dioscorea rotundatayD. cayenensis
Dioscorea rotundata, el ñame blanco o de Guinea y Dioscorea cayenensis, el ñame amarillo, son nativos de África. Son las dos especies más cultivadas. Recientes estudios científicos consideran que se trata en realidad de una sola especie. Existen más de 200 variedades. 
El ñame blanco es cilíndrico y de textura densa. El ñame amarillo debe su nombre a su alta concentración en carotenoide. Ambos son plantas muy vigorosas.

### D. alata

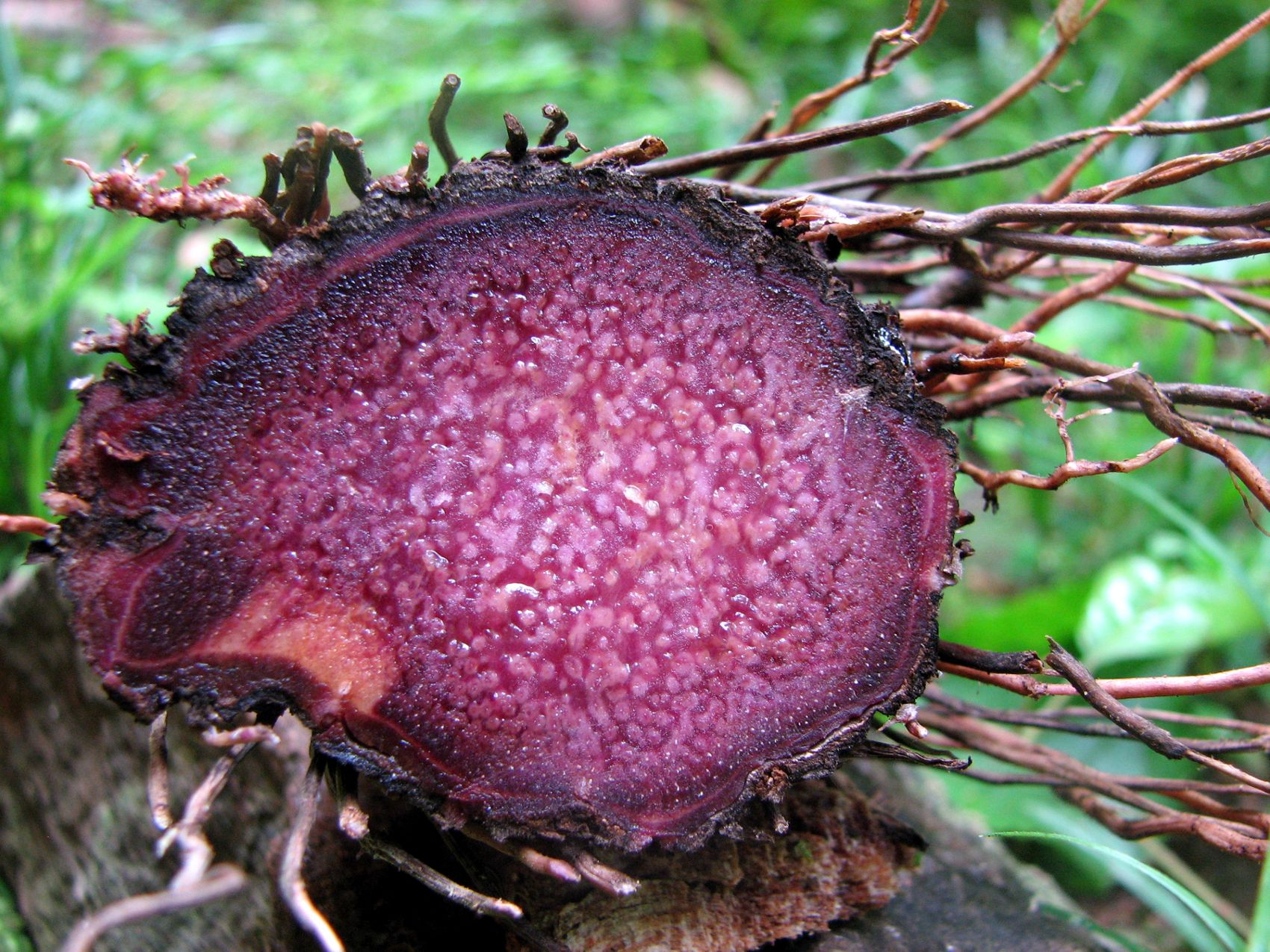
Ñame púrpura.

Dioscorea alata, el ñame púrpura, ha sido cultivado originalmente en Extremo Oriente. Aunque la producción es menor, se trata de un tubérculo muy buscado.
En Filipinas se le conoce como "ube" y es el ingrediente de varios postres tradicionales. En Indonesia se llama "ubi" y en Vietnam, khoai mỡ.

### D. opposita

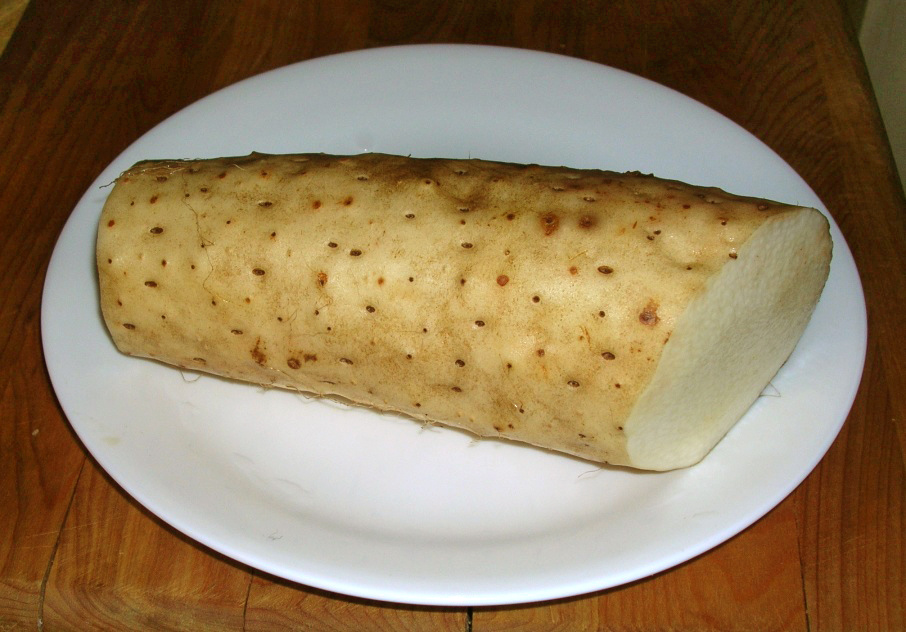
Ñame japonés.

Dioscorea opposita, el ñame chino (o "japonés") es oriundo de China. Es más pequeño y de menor dimensión que las otras especies, pero es mucho más resistente al frío.

### D. bulbifera

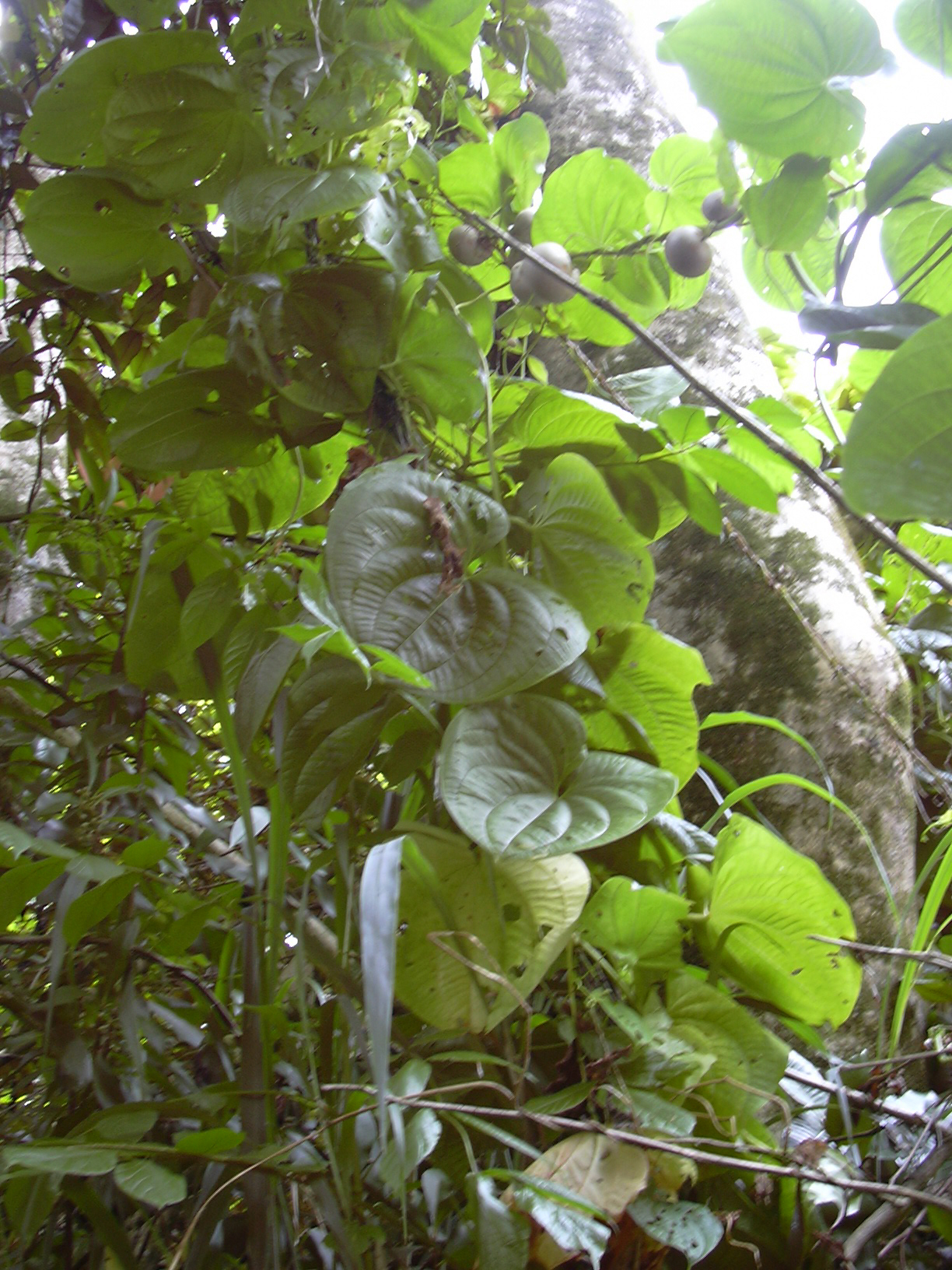
D. bulbifera.

Dioscorea bulbifera, tiene la particularidad de producir tubérculos aéreos.

### D. esculenta

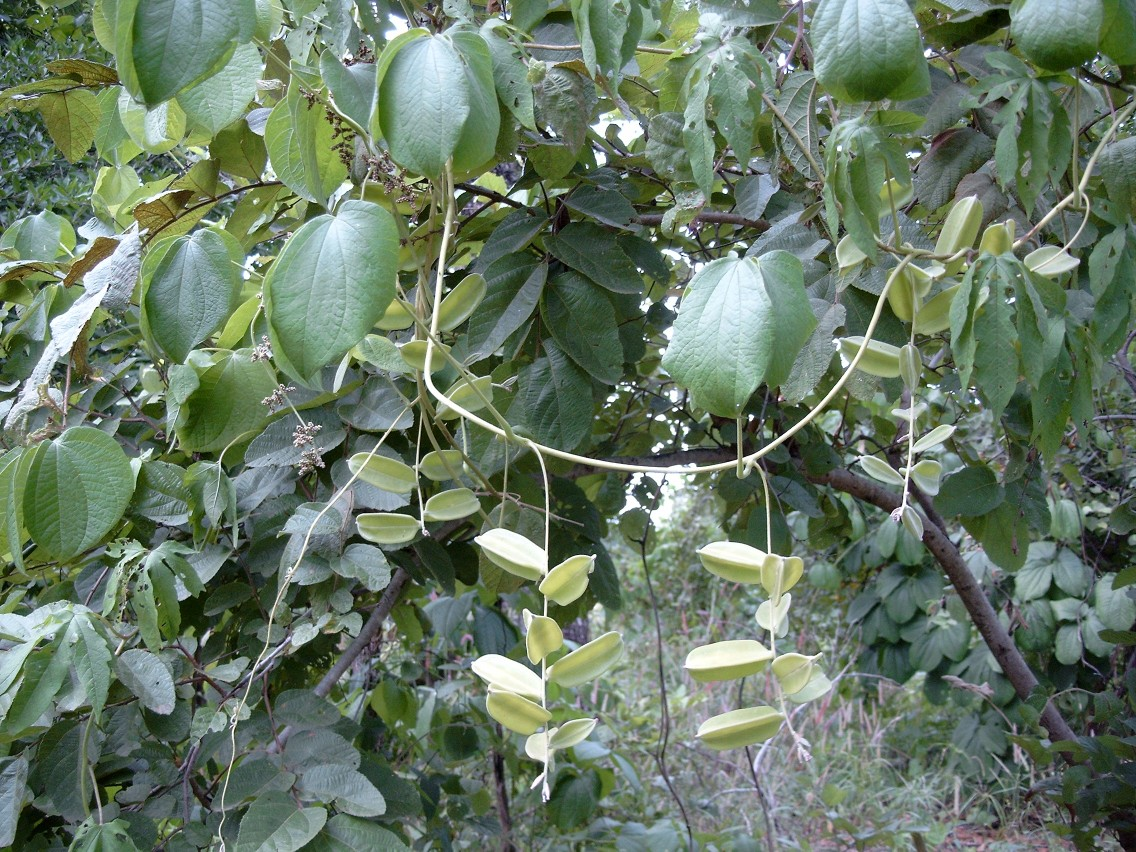
Vides salvajes de ñame amargo.

Dioscorea esculenta, el ñame común, se cultiva desde miles de años, pero es de dimensión modesta.
Su sabor y su manipulación se consideran superiores, lo que hace que tenga potencial comercial.

### D. dumetorum
Dioscorea dumetorum, el ñame amargo, es una especie poco cultivada por su paladar desprestigiado. En varios países, se considera que tiene propiedades interesantes.

### D. trifida
Dioscorea trifida, es un ñame originario de América tropical.
En México, en el estado de Veracruz y en estados vecinos, además de al vegetal, se le dice ñame a la ñapa o yapa, es decir, algo conseguido de forma gratuita.

## Cultivo
Su propagación es a través de semillas (difícil) o por corte de raíz o estáca (fácil). Las semillas de estas solo se producen en la contraparte hembra, ya que el ñame es una especie dioica (de dos sexos). 
Su cultivo en invernaderos es fructífero ya que la planta prefiere luz filtrada y temperaturas templadas en un ambiente húmedo. En algunos lugares el ñame salvaje se puede encontrar propagado al aire libre, principalmente en las orillas de los bosques que les proveen de una exposición parcial al sol, así como de árboles pequeños y matorrales que permiten a las enredaderas prosperar.

### Cultivo por semilla
- Combinar seis partes de tierra para maceta y una parte de perlita en un balde. Mezclar hasta que se forme una masa homogénea de sustrato.  Añadir agua y mezclar hasta tener un sustrato moderadamente húmedo.
- Compactar el sustrato preparado en un macetero con compartimientos separados. Realizar una hendidura de aproximadamente centímetro y medio en el centro de cada celda del macetero.
- Introduce dos semillas en cada una de las celdas, recubre parcialmente las semillas con el sustrato preparado, esto para permitir que reciban la luz requerida para su germinación.
- El macetero deberá de estar en un lugar con exposición parcial a la luz solar cuidando no tenga exposición directa durante el tiempo más caliente del día. La temperatura ideal de germinación es por sobre los 20 °C
- Regar el macetero cuando este se muestre seco en la parte superior utilizando un atomizador hasta que la parte superior se sienta húmeda.
- Los primeros indicios de germinación deberán de presentarse después de las tres semanas de plantado. Retirar la semilla germinada más débil de cada una de las celdas, si es que ambas logran germinar.
- Las plantillas resultantes se deberán dejar crecer hasta que el vástago alcance unos 10 cm de altura.
- Para trasplantar el ñame germinado, se deberán tener macetas o un sustrato en suelo preparado, como en el que se germinaron. Estas deberán de estar posicionadas de tal forma que tengan protección al este o el sur hasta la siguiente primavera.